# Huis van Vergadering van Newfoundland en Labrador
Het Huis van Vergadering van Newfoundland en Labrador (Engels: Newfoundland and Labrador House of Assembly) is het parlement van de Canadese provincie Newfoundland en Labrador. Het Huis van Vergadering vormt tezamen met de Canadese Kroon de Algemene Vergadering van Newfoundland en Labrador, de wetgevende macht van de provincie.
Het Huis komt samen in de Confederation Building in de hoofdstad St. John's. Door de vergadering aangenomen wetsvoorstellen krijgen koninklijke bekrachtiging van de Canadese Kroon in Recht van Newfoundland en Labrador, vertegenwoordigd door de luitenant-gouverneur van Newfoundland en Labrador.

## Geschiedenis
Het Huis van Vergadering werd in 1832 opgericht in de toenmalige Kolonie Newfoundland. Deze kolonie had vanaf 1855 volwaardig zelfbestuur. Het Huis deed oorspronkelijk dienst als lagerhuis. Dit bleef ook zo toen Newfoundland een dominion werd. In 1930 was Helena Squires de eerste vrouw die ooit in het Huis zetelde.
In 1934 werd het Huis voor onbepaalde duur opgeheven, doordat Newfoundland opnieuw onder directe controle van de regering van het Verenigd Koninkrijk kwam te staan, via de zogenaamde Commission of Government. Dit bleef zo totdat Newfoundland in 1949 als tiende provincie toetrad tot de Canadese Confederatie. Het Huis trad vanaf dan opnieuw in werking als parlement. Het is sinds de toetreding tot Canada het enige parlement in de provincie, die overschakelde naar een eenkamerstelsel.

## Ontmoetingsplaats
Toen het Huis opgericht werd in 1832 was er nog geen vaste ontmoetingsplaats. Sinds 1850 was deze er wel met het speciaal ervoor gebouwde Colonial Building in St. John's. Het Colonial Building deed meer dan honderd jaar dienst, totdat het parlement in 1959 verhuisde naar het Confederation Building.
De regeringspartij zit aan de linkerkant van de spreker van het Huis van Vergadering, in tegenstelling tot de traditionele rechterkant van de spreker. Deze traditie dateert uit de jaren 1850 toen de kachels in het Colonial Building zich aan de linkerkant bevonden. Daarom koos de regering ervoor om dicht bij de hitte te zitten en de oppositie in de kou te laten zitten.